# Protomocerus
Protomocerus – rodzaj chrząszczy z rodziny kózkowatych i podrodziny zgrzypikowych. 

## Zasięg występowania
Przedstawiciele tego rodzaju występują w Afryce subsaharyjskiej.

## Systematyka
Do Protomocerus zaliczane są 2 gatunki:
- Protomocerus gregorii
- Protomocerus pulcher